# Classifica di presenze in Premier League
Di seguito è riportata la classifica dei giocatori con più presenze nei campionati di Premier League (dal 1992-93 ad oggi). Dal computo vengono pertanto escluse le presenze in:
- Campionati di First Division, dal 1888-1889 al 1991-1992

## Classifica generale
Sono indicati in grassetto i giocatori ancora in attività nel massimo campionato.
La tabella è aggiornata al 20 luglio 2025.
| Pos. | Naz.                         | Nome                  | Pres. | Prima | Ultima | Presenze per squadra                                                                                           |
| ---- | ---------------------------- | --------------------- | ----- | ----- | ------ | --- |
| 1    | Inghilterra (bandiera)       | Gareth Barry          | 653   | 1998  | 2018   | 365 Aston Villa, 132 Manchester City, 131 Everton, 25 West Bromwich                                            |
| 2    | Inghilterra (bandiera)       | James Milner          | 638   | 2002  | −      | 48 Leeds Utd, 94 Newcastle Utd, 100 Aston Villa, 147 Manchester City, 230 Liverpool, 19 Brighton               |
| 3    | Galles (bandiera)            | Ryan Giggs            | 632   | 1992  | 2014   | 632 Manchester Utd                                                                                             |
| 4    | Inghilterra (bandiera)       | Frank Lampard         | 611   | 1996  | 2015   | 148 West Ham Utd, 429 Chelsea, 32 Manchester City                                                              |
| 5    | Inghilterra (bandiera)       | David James           | 572   | 1992  | 2010   | 214 Liverpool, 67 Aston Villa, 64 West Ham Utd, 93 Manchester City, 134 Portsmouth                             |
| 6    | Galles (bandiera)            | Gary Speed            | 535   | 1992  | 2007   | 143 Leeds Utd, 58 Everton, 213 Newcastle Utd, 121 Bolton                                                       |
| 7    | Inghilterra (bandiera)       | Emile Heskey          | 516   | 1995  | 2012   | 124 Leicester City, 150 Liverpool, 68 Birmingham City, 82 Wigan, 92 Aston Villa                                |
| 8    | Australia (bandiera)         | Mark Schwarzer        | 514   | 1997  | 2015   | 332 Middlesbrough, 172 Fulham, 4 Chelsea, 6 Leicester City                                                     |
| 9    | Inghilterra (bandiera)       | Jamie Carragher       | 508   | 1997  | 2013   | 508 Liverpool                                                                                                  |
| 10   | Inghilterra (bandiera)       | Philip Neville        | 505   | 1995  | 2013   | 263 Manchester Utd, 242 Everton                                                                                |
| 11   | Inghilterra (bandiera)       | Rio Ferdinand         | 504   | 1996  | 2015   | 127 West Ham Utd, 54 Leeds Utd, 312 Manchester Utd, 11 QPR                                                     |
|      | Inghilterra (bandiera)       | Steven Gerrard        | 504   | 1998  | 2015   | 504 Liverpool                                                                                                  |
| 13   | Inghilterra (bandiera)       | Sol Campbell          | 503   | 1992  | 2011   | 255 Tottenham, 146 Arsenal, 95 Portsmouth, 7 Newcastle Utd                                                     |
| 14   | Inghilterra (bandiera)       | Paul Scholes          | 499   | 1994  | 2013   | 499 Manchester Utd                                                                                             |
| 15   | Inghilterra (bandiera)       | Jermain Defoe         | 496   | 2001  | 2018   | 93 West Ham Utd, 276 Tottenham, 31 Portsmouth, 87 Sunderland, 28 Bournemouth                                   |
| 16   | Inghilterra (bandiera)       | John Terry            | 492   | 1998  | 2017   | 492 Chelsea |
| 17   | Inghilterra (bandiera)       | Wayne Rooney          | 491   | 2002  | 2018   | 98 Everton, 393 Manchester Utd                                                                                 |
| 18   | Inghilterra (bandiera)       | Ashley Young          | 485   | 2006  | -      | 20 Watford, 210 Aston Villa, 192 Manchester Utd, 63 Everton                                                    |
| 19   | Inghilterra (bandiera)       | Michael Carrick       | 481   | 1999  | 2018   | 101 West Ham Utd, 64 Tottenham, 316 Manchester Utd                                                             |
| 20   | Francia (bandiera)           | Sylvain Distin        | 469   | 2001  | 2016   | 28 Newcastle Utd, 178 Manchester City, 77 Portsmouth, 174 Everton, 12 Bournemouth                              |
| 21   | Inghilterra (bandiera)       | Peter Crouch          | 468   | 2002  | 2019   | 37 Aston Villa, 27 Southampton, 85 Liverpool, 38 Portsmouth, 73 Tottenham, 202 Stoke City, 6 Burnley           |
| 22   | Irlanda del Nord (bandiera)  | Aaron Hughes          | 455   | 1998  | 2013   | 205 Newcastle Utd, 54 Aston Villa, 196 Fulham                                                                  |
| 23   | Irlanda (bandiera)           | Shay Given            | 451   | 1996  | 2016   | 2 Blackburn, 354 Newcastle Utd, 50 Manchester City, 37 Aston Villa, 8 Stoke City                               |
| 24   | Stati Uniti (bandiera)       | Brad Friedel          | 450   | 1998  | 2013   | 25 Liverpool, 262 Blackburn, 114 Aston Villa, 50 Tottenham                                                     |
| 25   | Irlanda (bandiera)           | John O'Shea           | 445   | 2001  | 2017   | 256 Manchester Utd, 189 Sunderland                                                                             |
| 26   | Inghilterra (bandiera)       | Kevin Davies          | 444   | 1997  | 2012   | 107 Southampton, 21 Blackburn, 316 Bolton                                                                      |
| 27   | Rep. Ceca (bandiera)         | Petr Čech             | 443   | 2004  | 2018   | 333 Chelsea, 110 Arsenal                                                                                       |
| 28   | Inghilterra (bandiera)       | Alan Shearer          | 441   | 1992  | 2006   | 138 Blackburn, 303 Newcastle Utd                                                                               |
| 29   | Finlandia (bandiera)         | Jussi Jääskeläinen    | 436   | 2001  | 2015   | 379 Bolton, 57 West Ham Utd                                                                                    |
| 30   | Inghilterra (bandiera)       | Jordan Henderson      | 431   | 2008  | 2023   | 71 Sunderland, 360 Liverpool                                                                                   |
|      | Irlanda (bandiera)           | Richard Dunne         | 431   | 1997  | 2015   | 60 Everton, 253 Manchester City, 95 Aston Villa, 23 QPR                                                        |
| 32   | Inghilterra (bandiera)       | Gareth Southgate      | 426   | 1992  | 2006   | 75 Crystal Palace, 191 Aston Villa, 160 Middlesbrough                                                          |
| 33   | Inghilterra (bandiera)       | Leighton Baines       | 420   | 2005  | 2020   | 72 Wigan, 348 Everton                                                                                          |
| 34   | Inghilterra (bandiera)       | Teddy Sheringham      | 418   | 1992  | 2006   | 3 Nottingham Forest, 236 Tottenham, 104 Manchester Utd, 32 Portsmouth, 43 West Ham Utd                         |
| 35   | Inghilterra (bandiera)       | Danny Murphy          | 417   | 1997  | 2012   | 187 Liverpool, 56 Charlton, 22 Tottenham, 163 Fulham                                                           |
| 36   | Inghilterra (bandiera)       | Aaron Lennon          | 416   | 2003  | 2022   | 11 Leeds Utd, 266 Tottenham, 65 Everton, 74 Burnley                                                            |
| 37   | Spagna (bandiera)            | David de Gea          | 415   | 2011  | 2023   | 415 Manchester Utd                                                                                             |
| 38   | Inghilterra (bandiera)       | Andy Cole             | 414   | 1993  | 2008   | 58 Newcastle Utd, 195 Manchester Utd, 83 Blackburn, 31 Fulham, 22 Manchester City, 18 Portsmouth, 7 Sunderland |
|      | Inghilterra (bandiera)       | Mark Noble            | 414   | 2005  | 2022   | 414 West Ham Utd                                                                                               |
| 40   | Inghilterra (bandiera)       | Nicky Butt            | 411   | 1992  | 2009   | 270 Manchester Utd, 117 Newcastle Utd, 24 Birmingham City                                                      |
| 41   | Inghilterra (bandiera)       | Kyle Walker           | 410   | 2010  | 2024   | 212 Manchester City, 183 Tottenham, 15 Aston Villa, 0 Burnley                                                  |
| 42   | Inghilterra (bandiera)       | Stewart Downing       | 408   | 2002  | 2017   | 211 Middlesbrough, 63 Aston Villa, 65 Liverpool, 69 West Ham Utd                                               |
| 43   | Inghilterra (bandiera)       | James Ward-Prowse     | 404   | 2012  | -      | 343 Southampton, 52 West Ham Utd, 9 Nottingham Forest                                                          |
| 44   | Inghilterra (bandiera)       | Kevin Nolan           | 401   | 2001  | 2015   | 261 Bolton, 41 Newcastle Utd, 99 West Ham Utd                                                                  |
| 45   | Inghilterra (bandiera)       | Gary Neville          | 400   | 1994  | 2011   | 400 Manchester Utd                                                                                             |
| 46   | Stati Uniti (bandiera)       | Tim Howard            | 399   | 2003  | 2016   | 45 Manchester Utd, 354 Everton                                                                                 |
| 47   | Inghilterra (bandiera)       | Lee Bowyer            | 397   | 1996  | 2011   | 203 Leeds Utd, 61 West Ham Utd, 79 Newcastle Utd, 64 Birmingham City                                           |
|      | Inghilterra (bandiera)       | Theo Walcott          | 397   | 2006  | 2023   | 270 Arsenal, 77 Everton, 50 Southampton                                                                        |
| 49   | Inghilterra (bandiera)       | Raheem Sterling       | 396   | 2011  | -      | 95 Liverpool, 225 Manchester City, 59 Chelsea, 17 Arsenal                                                      |
| 50   | Inghilterra (bandiera)       | Gary Cahill           | 394   | 2006  | 2021   | 28 Aston Villa, 130 Bolton, 191 Chelsea, 45 Crystal Palace                                                     |
| 51   | Irlanda (bandiera)           | Damien Duff           | 392   | 1997  | 2014   | 113 Blackburn, 81 Chelsea, 68 Newcastle Utd, 130 Fulham                                                        |
| 52   | Inghilterra (bandiera)       | Ben Foster            | 390   | 2006  | 2022   | 131 Watford, 12 Manchester Utd, 38 Birmingham City, 209 West Bromwich                                          |
| 53   | Irlanda del Nord (bandiera)  | Jonny Evans           | 386   | 2008  | -      | 15 Sunderland, 161 Manchester Utd, 89 West Bromwich, 121 Leicester City                                        |
| 54   | Inghilterra (bandiera)       | Ashley Cole           | 385   | 2000  | 2014   | 156 Arsenal, 229 Chelsea                                                                                       |
| 55   | Paesi Bassi (bandiera)       | George Boateng        | 384   | 1997  | 2010   | 46 Coventry City, 103 Aston Villa, 182 Middlesbrough, 52 Hull City                                             |
| 56   | Inghilterra (bandiera)       | Ray Parlour           | 379   | 1992  | 2006   | 333 Arsenal, 46 Middlesbrough                                                                                  |
|      | Inghilterra (bandiera)       | Robbie Fowler         | 379   | 1993  | 2008   | 266 Liverpool, 30 Leeds Utd, 80 Manchester City, 3 Blackburn                                                   |
| 58   | Inghilterra (bandiera)       | Luke Young            | 378   | 1998  | 2012   | 58 Tottenham, 187 Charlton, 35 Middlesbrough, 75 Aston Villa, 23 QPR                                           |
|      | Inghilterra (bandiera)       | Joe Cole              | 378   | 1999  | 2015   | 157 West Ham Utd, 182 Chelsea, 26 Liverpool, 12 Aston Villa                                                    |
| 60   | Irlanda (bandiera)           | Stephen Carr          | 377   | 1993  | 2011   | 226 Tottenham, 78 Newcastle Utd, 73 Birmingham City                                                            |
| 61   | Inghilterra (bandiera)       | Phil Jagielka         | 376   | 2006  | 2021   | 54 Sheffield Utd, 322 Everton                                                                                  |
|      | Polonia (bandiera)           | Łukasz Fabiański      | 376   | 2007  | -      | 32 Arsenal, 149 Swansea City, 195 West Ham Utd                                                                 |
| 63   | Trinidad e Tobago (bandiera) | Dwight Yorke          | 375   | 1992  | 2009   | 179 Aston Villa, 96 Manchester Utd, 60 Blackburn, 13 Birmingham City, 27 Sunderland                            |
|      | Inghilterra (bandiera)       | Paul Robinson         | 375   | 1998  | 2017   | 95 Leeds Utd, 137 Tottenham, 140 Blackburn, 3 Burnley                                                          |
| 65   | Inghilterra (bandiera)       | Nigel Martyn          | 372   | 1992  | 2006   | 79 Crystal Palace, 207 Leeds Utd, 86 Everton                                                                   |
| 66   | Inghilterra (bandiera)       | Seamus Coleman        | 369   | 2009  | -      | 369 Everton |
| 67   | Inghilterra (bandiera)       | Scott Parker          | 368   | 1998  | 2014   | 110 Charlton, 15 Chelsea, 55 Newcastle Utd, 109 West Ham Utd, 50 Tottenham, 29 Fulham                          |
| 68   | Irlanda (bandiera)           | Roy Keane             | 366   | 1992  | 2005   | 40 Nottingham Forest, 326 Manchester Utd                                                                       |
| 69   | Inghilterra (bandiera)       | David Unsworth        | 364   | 1992  | 2007   | 302 Everton, 32 West Ham Utd, 15 Portsmouth, 5 Sheffield Utd, 29 Burnley                                       |
|      | Francia (bandiera)           | Nicolas Anelka        | 364   | 1997  | 2014   | 65 Arsenal, 20 Liverpool, 89 Manchester City, 53 Bolton, 125 Chelsea, 12 West Bromwich                         |
|      | Danimarca (bandiera)         | Thomas Sørensen       | 364   | 1999  | 2014   | 126 Sunderland, 139 Aston Villa, 99 Stoke City                                                                 |
| 72   | Inghilterra (bandiera)       | Christopher Perry     | 363   | 1994  | 2006   | 167 Wimbledon FC, 120 Tottenham, 76 Charlton                                                                   |
|      | Inghilterra (bandiera)       | Danny Welbeck         | 363   | 2008  | -      | 92 Manchester Utd, 26 Sunderland, 88 Arsenal, 18 Watford, 139 Brighton                                         |
| 74   | Inghilterra (bandiera)       | Trevor Sinclair       | 361   | 1993  | 2007   | 102 QPR, 177 West Ham Utd, 82 Manchester City                                                                  |
|      | Francia (bandiera)           | Hugo Lloris           | 361   | 2012  | 2023   | 361 Tottenham                                                                                                  |
| 76   | Irlanda (bandiera)           | Rory Delap            | 359   | 1998  | 2012   | 103 Derby County, 116 Southampton, 6 Sunderland, 134 Stoke City                                                |
| 77   | Inghilterra (bandiera)       | Glen Johnson          | 358   | 2003  | 2018   | 15 West Ham Utd, 41 Chelsea, 84 Portsmouth, 160 Liverpool, 57 Stoke City                                       |
| 78   | Inghilterra (bandiera)       | Ugo Ehiogu            | 355   | 1992  | 2006   | 229 Aston Villa, 126 Middlesbrough                                                                             |
| 79   | Costa d'Avorio (bandiera)    | Kolo Touré            | 353   | 2002  | 2016   | 225 Arsenal, 82 Manchester City, 46 Liverpool                                                                  |
| 80   | Inghilterra (bandiera)       | Nigel Winterburn      | 352   | 1992  | 2003   | 270 Arsenal, 82 West Ham Utd                                                                                   |
|      | Inghilterra (bandiera)       | Leon Osman            | 352   | 2003  | 2016   | 352 Everton |
| 82   | Inghilterra (bandiera)       | Les Ferdinand         | 351   | 1992  | 2004   | 110 QPR, 68 Newcastle Utd, 118 Tottenham, 14 West Ham Utd, 29 Leicester City                                   |
|      | Inghilterra (bandiera)       | Steve Watson          | 351   | 1993  | 2006   | 154 Newcastle Utd, 41 Aston Villa, 126 Everton, 30 West Bromwich                                               |
| 84   | Spagna (bandiera)            | Cesc Fàbregas         | 350   | 2004  | 2019   | 212 Arsenal, 138 Chelsea                                                                                       |
| 85   | Irlanda (bandiera)           | Robbie Keane          | 349   | 1999  | 2012   | 31 Coventry City, 46 Leeds Utd, 238 Tottenham, 19 Liverpool, 9 West Ham Utd                                    |
|      | Spagna (bandiera)            | César Azpilicueta     | 349   | 2012  | 2023   | 349 Chelsea |
| 86   | Inghilterra (bandiera)       | Paul Konchesky        | 347   | 1999  | 2015   | 138 Charlton, 59 West Ham Utd, 97 Fulham, 15 Liverpool, 26 Leicester City                                      |
| 88   | Galles (bandiera)            | Robbie Savage         | 346   | 1997  | 2008   | 172 Leicester City, 82 Birmingham City, 76 Blackburn, 16 Derby County                                          |
| 89   | Inghilterra (bandiera)       | David Seaman          | 344   | 1992  | 2004   | 325 Arsenal, 19 Manchester City                                                                                |
|      | Irlanda (bandiera)           | Shane Long            | 344   | 2006  | 2022   | 50 Reading, 81 West Bromwich, 15 Hull City, 198 Southampton                                                    |
| 91   | Inghilterra (bandiera)       | Nick Barmby           | 343   | 1992  | 2010   | 87 Tottenham, 42 Middlesbrough, 116 Everton, 32 Liverpool, 25 Leeds Utd, 41 Hull City                          |
| 92   | Inghilterra (bandiera)       | Jamie Vardy           | 342   | 2014  | -      | 342 Leicester City                                                                                             |
| 93   | Inghilterra (bandiera)       | Tim Sherwood          | 341   | 1992  | 2003   | 236 Blackburn, 93 Tottenham, 13 Portsmouth                                                                     |
|      | Scozia (bandiera)            | Darren Fletcher       | 341   | 2003  | 2018   | 223 Manchester Utd, 91 West Bromwich, 27 Stoke City                                                            |
| 95   | Inghilterra (bandiera)       | Joe Hart              | 340   | 2006  | 2021   | 266 Manchester City, 36 Birmingham City, 19 West Ham Utd, 19 Burnley                                           |
| 96   | Francia (bandiera)           | Steed Malbranque      | 336   | 2001  | 2011   | 171 Fulham, 62 Tottenham, 102 Sunderland                                                                       |
| 97   | Irlanda (bandiera)           | Kenny Cunningham      | 335   | 1994  | 2006   | 201 Wimbledon FC, 134 Birmingham City                                                                          |
| 98   | Corea del Sud (bandiera)     | Son Heung-min         | 333   | 2015  | -      | 333 Tottenham                                                                                                  |
| 99   | Islanda (bandiera)           | Hermann Hreiðarsson   | 332   | 1997  | 2010   | 30 Crystal Palace, 24 Wimbledon FC, 74 Ipswich Town, 132 Charlton, 72 Portsmouth                               |
| 100  | Inghilterra (bandiera)       | James Beattie         | 331   | 1996  | 2011   | 4 Blackburn, 204 Southampton, 76 Everton, 38 Stoke City, 9 Blackpool                                           |
| 101  | Inghilterra (bandiera)       | Jason Dodd            | 329   | 1992  | 2004   | 329 Southampton                                                                                                |
| 102  | Irlanda (bandiera)           | Denis Irwin           | 328   | 1992  | 2004   | 296 Manchester Utd, 32 Wolverhampton                                                                           |
| 103  | Inghilterra (bandiera)       | Graeme Le Saux        | 327   | 1992  | 2005   | 154 Chelsea, 129 Blackburn, 44 Southampton                                                                     |
| 104  | Inghilterra (bandiera)       | Michael Owen          | 326   | 1997  | 2013   | 216 Liverpool, 71 Newcastle Utd, 31 Manchester Utd, 8 Stoke City                                               |
| 105  | Inghilterra (bandiera)       | Kevin Campbell        | 325   | 1992  | 2006   | 135 Nottingham Forest, 145 Everton, 45 West Bromwich                                                           |
|      | Scozia (bandiera)            | Gary McAllister       | 325   | 1992  | 2002   | 151 Leeds Utd, 119 Coventry City, 55 Liverpool                                                                 |
|      | Irlanda (bandiera)           | Gary Kelly            | 325   | 1993  | 2004   | 325 Leeds Utd                                                                                                  |
|      | Irlanda (bandiera)           | Kevin Kilbane         | 325   | 1999  | 2010   | 108 Sunderland, 104 Everton, 76 Wigan, 37 Hull City                                                            |
|      | Francia (bandiera)           | Gaël Clichy           | 325   | 2003  | 2017   | 187 Arsenal, 138 Manchester City                                                                               |
|      | Inghilterra (bandiera)       | Matthew Taylor        | 325   | 2003  | 2015   | 143 Portsmouth, 123 Bolton, 48 West Ham Utd, 10 Burnley                                                        |
|      | Ecuador (bandiera)           | Antonio Valencia      | 325   | 2006  | 2019   | 84 Wigan, 241 Manchester Utd                                                                                   |
| 112  | Inghilterra (bandiera)       | Jordan Pickford       | 324   | 2016  | -      | 31 Sunderland, 293 Everton                                                                                     |
| 113  | Inghilterra (bandiera)       | Martin Keown          | 323   | 1992  | 2004   | 13 Everton, 310 Arsenal                                                                                        |
|      | Scozia (bandiera)            | James McArthur        | 323   | 2010  | 2023   | 83 Wigan, 240 Crystal Palace                                                                                   |
| 115  | Germania (bandiera)          | Robert Huth           | 322   | 2002  | 2017   | 42 Chelsea, 49 Middlesbrough, 149 Stoke City, 82 Leicester City                                                |
|      | Inghilterra (bandiera)       | Gabriel Agbonlahor    | 322   | 2006  | 2016   | 322 Aston Villa                                                                                                |
| 117  | Francia (bandiera)           | William Gallas        | 321   | 2001  | 2013   | 159 Chelsea, 101 Arsenal, 61 Tottenham                                                                         |
|      | Norvegia (bandiera)          | John Arne Riise       | 321   | 2001  | 2014   | 234 Liverpool, 87 Fulham                                                                                       |
| 119  | Inghilterra (bandiera)       | Harry Kane            | 320   | 2012  | 2023   | 3 Norwich City, 317 Tottenham                                                                                  |
| 120  | Inghilterra (bandiera)       | Darren Anderton       | 319   | 1992  | 2005   | 299 Tottenham, 20 Birmingham City                                                                              |
|      | Scozia (bandiera)            | Paul Telfer           | 319   | 1995  | 2005   | 191 Coventry City, 128 Southampton                                                                             |
| 122  | Inghilterra (bandiera)       | Peter Atherton        | 318   | 1992  | 2001   | 79 Coventry City, 214 Sheffield Weds, 25 Bradford City                                                         |
|      | Finlandia (bandiera)         | Sami Hyypiä           | 318   | 1999  | 2009   | 318 Liverpool                                                                                                  |
|      | Islanda (bandiera)           | Gylfi Sigurðsson      | 318   | 2012  | 2021   | 136 Everton, 58 Tottenham, 124 Swansea City                                                                    |
| 125  | Inghilterra (bandiera)       | Ryan Shawcross        | 317   | 2008  | 2018   | 317 Stoke City                                                                                                 |
| 126  | Inghilterra (bandiera)       | Wayne Bridge          | 316   | 1998  | 2012   | 151 Southampton, 87 Chelsea, 12 Fulham, 42 Manchester City, 15 West Ham Utd, 8 Sunderland                      |
|      | Inghilterra (bandiera)       | Shaun Wright-Phillips | 316   | 2000  | 2015   | 178 Manchester City, 82 Chelsea, 56 QPR                                                                        |
| 128  | Paesi Bassi (bandiera)       | Dennis Bergkamp       | 315   | 1995  | 2006   | 315 Arsenal |
| 129  | Paesi Bassi (bandiera)       | Edwin van der Sar     | 313   | 2001  | 2011   | 127 Fulham, 186 Manchester Utd                                                                                 |
|      | Inghilterra (bandiera)       | Ben Davies            | 313   | 2012  | -      | 71 Swansea City, 242 Tottenham                                                                                 |
| 131  | Inghilterra (bandiera)       | Dion Dublin           | 312   | 1992  | 2004   | 12 Manchester Utd, 145 Coventry City, 155 Aston Villa                                                          |
|      | Inghilterra (bandiera)       | Ian Walker            | 312   | 1992  | 2004   | 240 Tottenham, 72 Leicester City                                                                               |
|      | Inghilterra (bandiera)       | Aaron Cresswell       | 312   | 2014  | 2025   | 312 Template:Calcio West Ham United                                                                            |
| 134  | Scozia (bandiera)            | James Morrison        | 311   | 2004  | 2017   | 66 Middlesbrough, 72 West Bromwich                                                                             |
| 135  | Danimarca (bandiera)         | Peter Schmeichel      | 310   | 1992  | 2003   | 252 Manchester Utd, 29 Aston Villa, 29 Manchester City                                                         |
|      | Inghilterra (bandiera)       | Marc Albrighton       | 310   | 2009  | 2023   | 86 Aston Villa, 224 Leicester City                                                                             |
| 137  | Spagna (bandiera)            | David Silva           | 309   | 2010  | 2020   | 309 Manchester City                                                                                            |
| 138  | Inghilterra (bandiera)       | Wes Brown             | 308   | 1998  | 2016   | 232 Manchester Utd, 76 Sunderland                                                                              |
|      | Inghilterra (bandiera)       | Andy Robertson        | 308   | 2014  | -      | 57 Hull City, 251 Liverpool                                                                                    |
| 140  | Francia (bandiera)           | Patrick Vieira        | 307   | 1996  | 2011   | 279 Arsenal, 28 Manchester City                                                                                |
| 141  | Inghilterra (bandiera)       | Paul Ince             | 306   | 1992  | 2004   | 116 Manchester Utd, 65 Liverpool, 93 Middlesbrough, 32 Wolverhampton                                           |
|      | Irlanda del Nord (bandiera)  | Steven Davis          | 306   | 2004  | 2018   | 91 Aston Villa, 22 Fulham, 193 Southampton                                                                     |
| 143  | Inghilterra (bandiera)       | Lee Dixon             | 305   | 1992  | 2002   | 305 Arsenal |
|      | Inghilterra (bandiera)       | Alan Wright           | 305   | 1992  | 2006   | 41 Blackburn, 261 Aston Villa, 2 Middlesbrough, 1 Sheffield Utd                                                |
|      | Costa d'Avorio (bandiera)    | Wilfried Zaha         | 305   | 2013  | 2023   | 2 Manchester Utd, 12 Cardiff City, 291 Crystal Palace                                                          |
|      | Ghana (bandiera)             | Jordan Ayew           | 305   | 2015  | 2025   | 30 Aston Villa, 50 Swansea City, 195 Crystal Palace, 30 Leicester City                                         |
| 147  | Inghilterra (bandiera)       | Jack Cork             | 304   | 2010  | 2024   | 156 Burnley, 68 Southampton, 80 Swansea City                                                                   |
| 148  | Galles (bandiera)            | Simon Davies          | 303   | 2000  | 2012   | 121 Tottenham, 45 Everton, 137 Fulham                                                                          |
|      | Argentina (bandiera)         | Pablo Zabaleta        | 303   | 2008  | 2020   | 230 Manchester City, 73 West Ham Utd                                                                           |
|      | Scozia (bandiera)            | Phil Bardsley         | 303   | 2005  | 2022   | 8 Manchester Utd, 13 Aston Villa, 174 Sunderland, 51 Stoke City, 57 Burnley                                    |
|      | Inghilterra (bandiera)       | James Tarkowski       | 303   | 2016  | -      | 194 Burnley, 109 Everton                                                                                       |
| 152  | Perù (bandiera)              | Nolberto Solano       | 302   | 1998  | 2008   | 230 Newcastle Utd, 49 Aston Villa, 23 West Ham Utd                                                             |
| 153  | Inghilterra (bandiera)       | Garry Flitcroft       | 301   | 1992  | 2005   | 116 Manchester City, 185 Blackburn                                                                             |
|      | Inghilterra (bandiera)       | Gavin McCann          | 301   | 1997  | 2010   | 11 Everton, 105 Sunderland, 110 Aston Villa, 75 Bolton                                                         |
|      | Egitto (bandiera)            | Mohamed Salah         | 301   | 2014  | -      | 13 Chelsea, 288 Liverpool                                                                                      |
|      | Paesi Bassi (bandiera)       | Virgil van Dijk       | 301   | 2015  | -      | 67 Southampton, 234 Liverpool                                                                                  |

## Più presenze per squadra
Sono indicati in grassetto le squadre e giocatori (con un minimo di 100 presenze) ancora in attività nel massimo campionato.
In corsivo sono indicate le squadre non più esistenti.
La tabella è aggiornata al 20 luglio 2025
| Squadra           | Nome               | Prima | Ultima | Presenze |
| ----------------- | ------------------ | ----- | ------ | -------- |
| Manchester Utd    | Ryan Giggs         | 1992  | 2014   | 632      |
| Liverpool         | Jamie Carragher    | 1997  | 2013   | 508      |
| Chelsea           | John Terry         | 1998  | 2017   | 492      |
| West Ham Utd      | Mark Noble         | 2005  | 2022   | 414      |
| Bolton            | Jussi Jääskeläinen | 2001  | 2012   | 379      |
| Everton           | Séamus Coleman     | 2009  |        | 369      |
| Aston Villa       | Gareth Barry       | 1998  | 2009   | 365      |
| Tottenham         | Hugo Lloris        | 2012  | 2023   | 361      |
| Newcastle Utd     | Shay Given         | 1997  | 2009   | 354      |
| Southampton       | James Ward-Prowse  | 1992  | 2023   | 342      |
| Leicester City    | Jamie Vardy        | 2014  | 2023   | 342      |
| Arsenal           | Ray Parlour        | 1992  | 2004   | 333      |
| Middlesbrough     | Mark Schwarzer     | 1996  | 2008   | 332      |
| Leeds Utd         | Gary Kelly         | 1992  | 2004   | 325      |
| Stoke City        | Ryan Shawcross     | 2008  | 2018   | 317      |
| Manchester City   | David Silva        | 2010  | 2021   | 309      |
| Crystal Palace    | Joel Ward          | 2013  | 2025   | 306      |
| West Bromwich     | Chris Brunt        | 2008  | 2018   | 269      |
| Brighton          | Lewis Dunk         | 2017  |        | 266      |
| Sheffield Weds    | Des Walker         | 1993  | 2000   | 264      |
| Blackburn         | Brad Friedel       | 2001  | 2008   | 261      |
| Wimbledon FC      | Robbie Earle       | 1992  | 2000   | 244      |
| Bournemouth       | Adam Smith         | 2015  |        | 233      |
| Fulham            | Brede Hangeland    | 2008  | 2014   | 217      |
| Burnley           | Ben Mee            | 2014  | 2022   | 217      |
| Swansea City      | Wayne Routledge    | 2011  | 2018   | 198      |
| Wigan             | Emmerson Boyce     | 2006  | 2013   | 194      |
| Coventry City     | Steve Ogrizovic    | 1992  | 2000   | 191      |
| Sunderland        | John O'Shea        | 2011  | 2017   | 189      |
| Charlton          | Chris Powell       | 1998  | 2006   | 187      |
| Wolverhampton     | Ruben Neves        | 2018  | 2023   | 177      |
| Nottingham Forest | Steve Chettle      | 1992  | 1999   | 174      |
| Derby County      | Darryl Powell      | 1996  | 2002   | 171      |
| Watford           | Troy Deeney        | 2015  | 2021   | 154      |
| Birmingham City   | Damien Johnson     | 2002  | 2009   | 150      |
| Portsmouth        | Matthew Taylor     | 2003  | 2008   | 144      |
| QPR               | Andy Impey         | 1992  | 1996   | 142      |
| Brentford         | Yoane Wissa        | 2021  |        | 137      |
| Norwich City      | Russell Martin     | 2011  | 2016   | 125      |
| Ipswich Town      | David Linighan     | 1992  | 1995   | 112      |
| Hull City         | Ahmed Elmohamady   | 2013  | 2017   | 109      |